# Ken Wakashimazu
 (août 2024).
Si vous disposez d'ouvrages ou d'articles de référence ou si vous connaissez des sites web de qualité traitant du thème abordé ici, merci de compléter l'article en donnant les références utiles à sa vérifiabilité et en les liant à la section « Notes et références ».
 (juillet 2025).
Motif : les deux sources proposées sont des sites de fans donc pas des sources pour Wikipedia, pas sur qu'il puisse exister des sources de qualité sur ce personnage
- Archive Wikiwix
- Bing
- Cairn
- DuckDuckGo
- E. Universalis
- Gallica
- Google
- G. Books
- G. News
- G. Scholar
- Persée
- Qwant
- (zh) Baidu
- (ru) Yandex
- (wd) trouver des œuvres sur Wikidata

| 1. | Préciser le motif de la pose du bandeau. | Précisez le motif de la pose du bandeau en utilisant la syntaxe suivante : {{admissibilité à vérifier\|date=juillet 2025\|motif=remplacez ce texte par le motif}}                    |
| 2. | Informer les utilisateurs concernés.     | Pensez à avertir le créateur de l'article, par exemple, en insérant le code ci-dessous sur sa page de discussion : {{subst:avertissement admissibilité à vérifier\|Ken Wakashimazu}} |

Ken Wakashimazu est un personnage du manga Captain Tsubasa (Olive et Tom en version française) de Yōichi Takahashi. Il porte le nom d'Ed Warner dans la version française de ce même dessin animé. Il évolue au poste de gardien de but.
Il est le joueur qui est passé professionnel le plus rapidement après Tsubasa Ohzora et Genzô Wakabayashi. Attaquant à la base, il a finalement été placé au poste de gardien, lors de l'arrivée de Kojirō Hyūga au Meiwa-machi. 
Il a bénéficié d'un entraînement de karatéka, ce qui lui permet de réaliser des arrêts acrobatiques de grande classe. 
Jouant d'abord au Meiwa-machi aux côtés de Kojirō Hyūga et Takeshi Sawada en primaire, il ne rejoint son équipe que lors de la demi-finale face au Furano d'Hikaru Matsuyama. En effet, une blessure à l'épaule l'a éloigné des terrains pendant des mois (il a été percuté par un camion en sauvant la vie d'un chiot). Il entre sur le terrain, au moment où son équipe subit un penalty tout à la fin du match, puis parvient à arrêter celui-ci avant de servir Kojirō qui donne la victoire au Meiwa-machi (3-2). Durant la finale face à Nankatsu, il encaisse 4 buts par Tsubasa Ohzora, qui est le premier joueur à lui avoir marqué des buts en un match, causant la défaite de son équipe (2-4).
Deux ans plus tard, il annonce à son père que, s'il ne parvient pas à gagner le championnat, il arrête le football pour se consacrer uniquement aux arts martiaux. Durant le tournoi, il n'encaisse aucun but, jusqu'à la demi-finale face au Meiwa-machi, son ancienne équipe, qui est la première à lui planter un but, mais le gardien donne la victoire à la Tôho en fin de match (2-1).
Mais durant la finale face à Nankatsu, il se blesse l'épaule gauche et son ancienne blessure de primaire s'est réveillée. Cependant, il réussit un excellent match, malgré le nul entre les deux équipes (4-4), permettant aux deux clubs d'être champions ex æquo.
Pour la coupe du monde junior à Paris, il est sélectionné en équipe nationale et devient le gardien titulaire de l'équipe. Malgré son manque d'expérience au niveau international, il sauve néanmoins la sélection japonaise en effectuant de belles parades. Après son sacrifice en demi-finale face à la France, il céda sa place à Genzô Wakabayashi. Dès lors, la concurrence à ce poste fut rude, et il refuse de s'entraîner avec la sélection, tant qu'il n'aura pas sa place de titulaire. Mais l'arrivée de Shingo Aoi (Nicolas Alliot) va changer la donne, car un soir, après avoir entendu l'histoire de Shingo par Munemasa Katagiri, il décide de s'entraîner avec la nouvelle recrue japonaise et va sympathiser avec lui.
Malgré cela, il fera son retour à la suite de la blessure de Wakabayashi contre la Chine, et disputera plusieurs rencontres de la World Youth. Il évolue désormais en J-League, au sein de l'équipe de Nagoya Grampus Eight,.
Dans Golden-23, il deviendra attaquant et dévoilera son point fort, en plus de ses compétences de karatéka : un très bon jeu de tête.

## Surnoms
- Karate Keeper[1]
- Shugoshin

## Clubs successifs
- Meiwa FC
- Tôhô Gakuen
- Yokohama Flügels
- Nagoya Grampus Eight

## Techniques
- Sankaku Geri
- Seiken Defense
- Shutô Defense